# أسبيورن كراغ أندرسن
أسبيورن كراغ أندرسن (بالدنماركية: Asbjørn Kragh Andersen)‏ (و. 1992  م) هو راكب دراجة هوائية دنماركي.

## سجل الفوز

### سباقات أو مراحل فاز بها
| التاريخ       | السباق                     | المركز                                           |
| ------------- | -------------------------- | ------------------------------------------------ |
| 04 مايو 2013  | سوندفولدن جراند بريكس 2013 | الخامس في التصنيف العام                          |
| 26 مايو 2013  | 2013 Peace Race U23        | الثالث في تصنيف النقاط                           |
| 04 أغسطس 2013 | طواف الدنمارك 2013         | الثالث في تصنيف الجبال                           |
| 18 أغسطس 2013 | فيين روندت 2013            | الفائز في التصنيف العام                          |
| 30 أغسطس 2014 | تور دي أفينير 2014         | الثالث في تصنيف النقاط                           |
| 01 يناير 2015 | DCU Cup 2015               |                                                  |
| 01 يناير 2015 | جائزة هيرنينغ الكبرى 2015  | الفائز في التصنيف العام                          |
| 02 مايو 2015  | هيمرلاند روندت 2015        |                                                  |
| 10 مايو 2015  | رينجيريك جراند بريكس 2015  | الفائز في التصنيف العام                          |
| 31 مايو 2015  | طواف ديف يغد 2015          | التاسع في تصنيف أفضل شاب، التاسع في تصنيف النقاط |
| 13 يونيو 2015 | جي بي هورسنز 2015          | الثالث في التصنيف العام                          |
| 15 أبريل 2018 | طواف لوار وشير 2018        | الفائز في التصنيف العام                          |

## روابط خارجية
- أسبيورن كراغ أندرسن على موقع الاتحاد الدولي للدراجات (الإنجليزية)
- أسبيورن كراغ أندرسن على موقع أرشيف الدراجات (الإنجليزية)
- أسبيورن كراغ أندرسن على موقع إحصائيات الدراجات الإحترافية (الإنجليزية)
- أسبيورن كراغ أندرسن على موقع نسبة الدراجات (الإنجليزية)